# Provincia di Sakarya
La provincia di Sakarya (in turco Sakarya ili) è una provincia della Turchia.
Dal 2012 il suo territorio coincide con quello del comune metropolitano di Sakarya. (Sakarya Büyükşehir Belediyesi)

## Geografia fisica
La provincia di Sakarya si trova nella parte orientale della regione di Marmara. Confina con le province di Kocaeli, Bursa, Bilecik e Düzce.

## Geografia antropica

### Suddivisioni amministrative

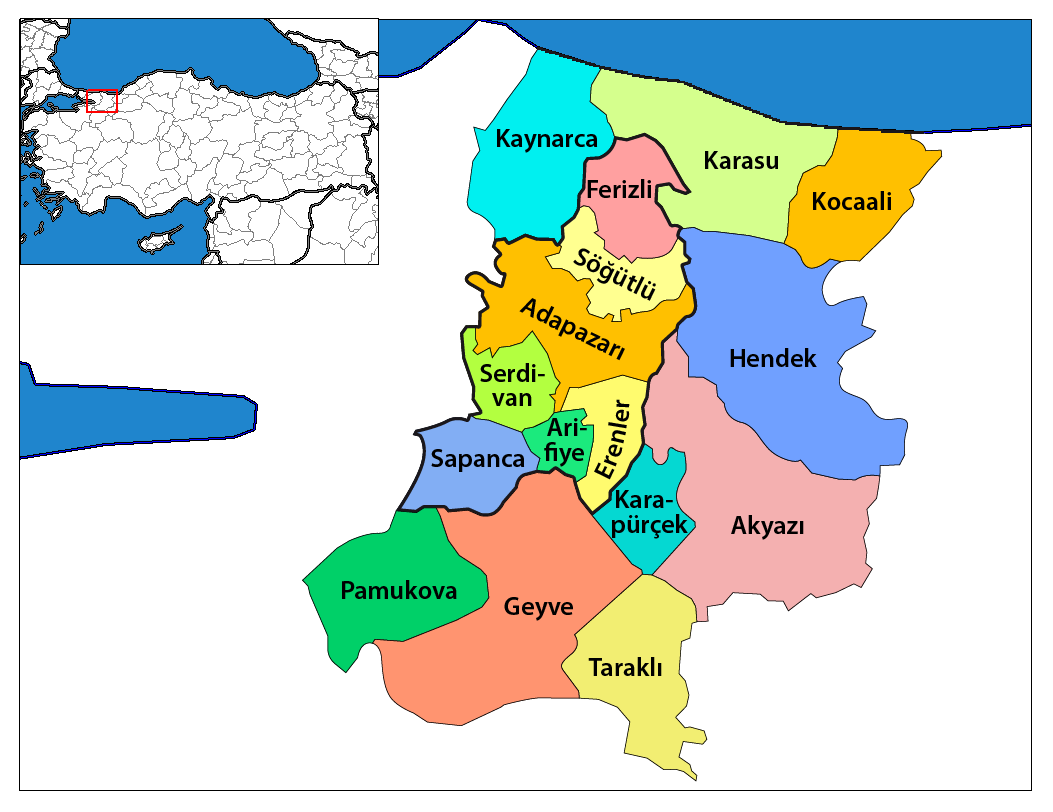
Distretti della provincia di Sakarya (non sono indicati i tre distretti di più recente istituzione)

La provincia è divisa in 16 distretti: 	
| - Adapazarı (centro) - Akyazı - Arifiye - Erenler - Ferizli - Geyve - Hendek - Karapürçek | - Karasu - Kaynarca - Kocaali - Pamukova - Sapanca - Serdivan - Söğütlü - Taraklı |

Fanno parte della provincia 40 comuni e 427 villaggi.
Fino al 2012 il comune metropolitano di Sakarya (altrimenti noto con il nome del suo centro, Adapazarı) era costituito dai centri urbani dei distretti di Adapazarı, Akyazı, Arifiye, Erenler, Ferizli, Hendek, Karapürçek, Sapanca, Serdivan e Söğütlü.